# Salem (Massachusetts)
Salem is een stad in de Amerikaanse staat Massachusetts, ongeveer 23 km ten noordoosten van Boston. De stad telde 40.407 inwoners bij de volkstelling van 2000. De stad is vernoemd naar het bijbelse Salem. De naam is verwant aan het Hebreeuwse woord "sjalom", dat vrede betekent. 
De stad is bekend door zijn heksenprocessen van Salem in 1692. Nu gebruikt de stad dit voorval om toeristen te lokken. Alhoewel de processen in Salem gevoerd werden, kwamen de meeste verdachten uit het toenmalige Salem Village, het latere Danvers. Salems rol in de geschiedenis van de Verenigde Staten van Amerika is die van een belangrijke havenstad. De handel met het Verre Oosten maakte van Salem een rijke stad in de 18e en 19e eeuw, wat nog te zien is aan de oude huizen.
|  |

## Bezienswaardigheden
- Salem Maritime National Historic Site – het enige overgebleven originele "waterfront" uit de tijd van de zeilvaart in de Verenigde Staten, een nationaal monument beheerd door de US Park Service.
- Peabody Essex Museum – een uitstekend museum, waar de kunstschatten die de kapiteins en reders van Salem terugbrachten uit Azië getoond worden. Het is ook een van de belangrijkste scheepvaart- en walvisvaartmusea in de Verenigde Staten. De collectie Indiase, Japanse, Koreaanse en Chinese kunst, vooral Chinees porselein, is een van de fijnste in Amerika. Het museum bevat ook een Chinees huis van rond 1800 uit de Qing-dynastie, dat van het zuidoosten van China naar Salem is "verhuisd" als deel van een cultureel uitwisselingsprogramma tussen China en de Verenigde Staten.
- House of the Seven Gables – een huis dat beroemd is van de roman met dezelfde naam, geschreven door Nathaniel Hawthorne, een beroemd Amerikaans schrijver, die in 1804 in Salem geboren werd.
- Heksenmuseum – commercieel museum dat de reputatie van Salem als de "heksenstad" exploiteert.
- Hamilton Hall

## Geboren
- Nathaniel Hawthorne (1804-1864), schrijver en diplomaat
- Al Ruscio (1924-2013), acteur
- Patricia Goldman Rakic (1937-2003), neurowetenschapper en hoogleraar in de neurobiologie
- Gardner Dozois (1947-2018), sciencefiction-redacteur en schrijver
- Andy Buckley (1965), acteur
- Christopher Cassidy (1970), astronaut

## Plaatsen in de nabije omgeving
De figuur toont nabijgelegen plaatsen in een straal van 8 km rond Salem.